# Мордово-Ишуткино
Мордово-Ишуткино — село в Исаклинском районе Самарской области. Административный центр сельского поселения Мордово-Ишуткино.

## География
Находится на расстоянии примерно 34 километра по прямой на юг от районного центра села Исаклы.

## История
Основано в 1753 году. Селом (с названием Архангельское) стало в 1781 году с постройкой Михайловской церкви. В 1855 году учтено было 120 дворов. В советский период работали колхозы «Мордовский труженик» и им. Берия.

## Население
Постоянное население составляло 327 человека (мордва 79 %) в 2002 году, 340 в 2010 году. Мордовское население относится к эрзя.